# Iコンタクト
『iコンタクト』は、原作：伊賀大晃、作画：月山可也による日本の漫画作品。『週刊少年マガジン』（講談社）にて、2021年39号から2022年21号まで連載された。連載開始時には、元サッカー日本代表の中村憲剛とアルビレックス新潟の早川史哉が記念のコメントを寄せている。

## 登場人物

### 主要人物
桜坂 獅子（さくらざか れお）
本作の主人公。西久保中学3年。ポジションはFW。
サマバケ
eスポーツのサッカーカテゴリーの中では知らない人はいない有名アスリート。アバター名は「夏休 続久」（なつやすみ つづく）。

### 西久保中学
橘 良太（たちばな りょうた）
西久保中学3年。ポジションはMF。
若尾 龍之介（わかお りゅうのすけ）
西久保中学3年。ポジションはMF。
今井 定治（いまい さだはる）
西久保中学サッカー部顧問。

### 桜坂家
桜坂 羊（さくらざか ありえ）
獅子の姉。美容師。
桜坂 水（さくらざか あくえ）
獅子の妹。中学2年。
桜坂 星子（さくらざか せいこ）
獅子の母。会社員。

## 制作背景
原作の伊賀は過去に作画の月山と『エリアの騎士』を連載していた。伊賀にとってサッカー漫画は同作以来であり、同作の「ファンをがっかりさせない」との思いから、「同じコンビで週刊少年マガジンで連載する」ことは「特別な覚悟が必要な仕事」であると考えていた。作品を読むことで、意気込みを読者に伝えると、伊賀は連載開始前に話していた。
月山にとってサッカー漫画は「念願」であった。連載開始前には『エリアの騎士』と比較して、「キャラやプレースタイルも変われば、サッカーも全然別物になっていく」と話していた。

## 書誌情報
- 伊賀大晃（原作）・月山可也（作画）『iコンタクト』講談社〈講談社コミックス〉、全4巻
  1. 2021年11月17日発売[1][講 1]、ISBN 978-4-06-526007-4
  2. 2022年1月17日発売[講 2]、ISBN 978-4-06-526600-7
  3. 2022年3月17日発売[講 3]、ISBN 978-4-06-527280-0
  4. 2022年6月17日発売[講 4]、ISBN 978-4-06-527847-5

### 講談社コミックプラス
以下の出典は講談社コミックプラス（講談社）内のページ。書誌情報の発売日の出典としている。
1. ↑  “『iコンタクト（1）』（月山 可也、伊賀 大晃）”. 講談社コミックプラス.   講談社. 2022年7月27日閲覧。
2. ↑  “『iコンタクト（2）』（月山 可也、伊賀 大晃）”. 講談社コミックプラス.   講談社. 2022年7月27日閲覧。
3. ↑  “『iコンタクト（3）』（月山 可也、伊賀 大晃）”. 講談社コミックプラス.   講談社. 2022年7月27日閲覧。
4. ↑  “『iコンタクト（4）』（月山 可也、伊賀 大晃）”. 講談社コミックプラス.   講談社. 2022年7月27日閲覧。